# Quentin Daubin
Quentin Daubin, né le 3 juillet 1995 à Saint-Nazaire, est un footballeur professionnel français qui évolue au poste de milieu de terrain au Gaziantep FK.

## Biographie
En 2008, il intègre le pôle espoirs de Saint-Sébastien-sur-Loire, pour deux ans de préformation.
Arrivé à l’âge de 15 ans aux Chamois, après un essai non concluant à Angers, en provenance de Saint-Nazaire, Quentin Daubin y signe son premier contrat professionnel en 2016.
Daubin y découvre la Ligue 2, mais quitte le club à la recherche de temps de jeu.
Daubin rejoint le Pau FC en prêt au début de la saison 2017-2018 et signe définitivement en Béarn la saison suivante, alors que son ancien coéquipier Antoine Batisse le rejoint également.
Il s'impose rapidement comme un cadre de l'équipe et obtient la montée en Ligue 2.
En Ligue 2, Daubin s'impose comme un box to box indiscutable dans l’entrejeu des Maynats. Daubin est également le meilleur tacleur de Ligue 2 durant deux saisons consécutives (64 en 2020-2021, 73 en 2021-2022).
Il s'engage ensuite pour deux saisons au SM Caen. Titulaire la première saison, il voit son temps de jeu diminuer lors de l'exercice suivant à la suite de l'éclosion du jeune Noé Lebreton. En fin de contrat, il s'engage en juillet 2024 au Gaziantep FK en Turquie.

## Statistiques
| Saison                | Club                  | Championnat           | Championnat | Championnat | Championnat | Coupe(s) nationale(s) | Coupe(s) nationale(s) | Coupe(s) nationale(s) | Total | Total | Total |
| Saison                | Club                  | Division              | M.          | B.          | P.d.        | M.                    | B.                    | P.d.                  | M.    | B.    | P.d.  |
| 2015-2016             | Chamois niortais      | Ligue 2               | -           | -           | -           | 1                     | 1                     | 0                     | 1     | 1     | 0     |
| 2016-2017             | Chamois niortais      | Ligue 2               | 17          | 0           | 0           | 3                     | 0                     | 0                     | 20    | 0     | 0     |
| Sous-total            | Sous-total            | Sous-total            | 17          | 0           | 0           | 4                     | 1                     | 0                     | 21    | 1     | 0     |
| 2017-2018             | Pau FC (prêt)         | National              | 29          | 0           | 1           | -                     | -                     | -                     | 29    | 0     | 1     |
| 2018-2019             | Pau FC                | National              | 32          | 0           | 4           | 1                     | 0                     | 0                     | 33    | 0     | 4     |
| 2019-2020             | Pau FC                | National              | 22          | 0           | 1           | 3                     | 0                     | 0                     | 25    | 0     | 1     |
| 2020-2021             | Pau FC                | Ligue 2               | 32          | 0           | 1           | 1                     | 0                     | 0                     | 33    | 0     | 1     |
| 2021-2022             | Pau FC                | Ligue 2               | 35          | 1           | 2           | 1                     | 0                     | 0                     | 36    | 1     | 2     |
| Sous-total            | Sous-total            | Sous-total            | 150         | 1           | 9           | 6                     | 0                     | 0                     | 156   | 1     | 9     |
| 2022-2023             | SM Caen               | Ligue 2               | 33          | 0           | 0           | 1                     | 0                     | 0                     | 34    | 0     | 0     |
| 2023-2024             | SM Caen               | Ligue 2               | 35          | 1           | 1           | 2                     | 0                     | 1                     | 37    | 1     | 2     |
| Sous-total            | Sous-total            | Sous-total            | 68          | 1           | 1           | 3                     | 0                     | 1                     | 71    | 1     | 2     |
| 2024-2025             | Gaziantep FK          | Süper Lig             | 4           | 0           | 0           | 1                     | 0                     | 0                     | 5     | 0     | 0     |
| Total sur la carrière | Total sur la carrière | Total sur la carrière | 239         | 2           | 10          | 14                    | 1                     | 1                     | 253   | 3     | 11    |